# Jastrząb (gromada w powiecie szydłowieckim)
Jastrząb – dawna gromada, czyli najmniejsza jednostka podziału terytorialnego Polskiej Rzeczypospolitej Ludowej w latach 1954–1972.
Gromady, z gromadzkimi radami narodowymi (GRN) jako organami władzy najniższego stopnia na wsi, funkcjonowały od reformy reorganizującej administrację wiejską przeprowadzonej jesienią 1954 do momentu ich zniesienia z dniem 1 stycznia 1973, tym samym wypierając organizację gminną w latach 1954–1972.
Gromadę Jastrząb siedzibą GRN w Jastrzębiu (wówczas wsi) utworzono – jako jedną z 8759 gromad na obszarze Polski – w powiecie radomskim w woj. kieleckim, na mocy uchwały nr 13i/54 WRN w Kielcach z dnia 29 września 1954. W skład jednostki weszły obszary dotychczasowych gromad Jastrząb, Lipienice, Gąsawy Plebańskie i Nowy Dwór ze zniesionej gminy Rogów w tymże powiecie.
1 października 1954 gromada weszła w skład nowo utworzonego powiatu szydłowieckiego w tymże województwie, gdzie ustalono dla niej 24 członków gromadzkiej rady narodowej.
31 grudnia 1959 do gromady Jastrząb przyłączono wsie Wola Lipieniecka Duża i Wola Lipieniecka Mała ze zniesionej gromady Wola Lipieniecka.
31 grudnia 1961 do gromady Jastrząb przyłączono wieś i kolonię Kuźnia ze zniesionej gromady Wałsnów.
Gromada przetrwała do końca 1972 roku, czyli do kolejnej reformy gminnej. 1 stycznia 1973 w powiecie szydłowieckim utworzono gminę Jastrząb.